# Wrzeszczów
Wrzeszczów – wieś w Polsce położona w województwie mazowieckim, w powiecie radomskim, w gminie Przytyk.Przez miejscowość przebiega droga wojewódzka nr 740. 
| SIMC    | Nazwa           | Rodzaj     |
| ------- | --------------- | ---------- |
| 0634584 | Pusta Staruszka | przysiółek |

Wrzeszczów jest siedzibą rzymskokatolickiej parafii św. Marii Magdaleny. We wsi znajduje się zabytkowy kościół św. Marii Magdaleny oraz dwór, należący niegdyś do Stanisława Morsztyna – wojewody sandomierskiego. 
Prywatna wieś szlachecka, położona była w drugiej połowie XVI wieku w powiecie radomskim województwa sandomierskiego. 
W latach 1975–1998 miejscowość administracyjnie należała do województwa radomskiego.